# ゼロ・コーポレーション (企業)
株式会社ゼロ・コーポレーション（英: ZERO CORPORATION Co.,Ltd.）は、京都府京都市中京区に本社を置く、京阪グループの不動産会社、住宅会社である。
京阪ホールディングスの子会社。

## 概要

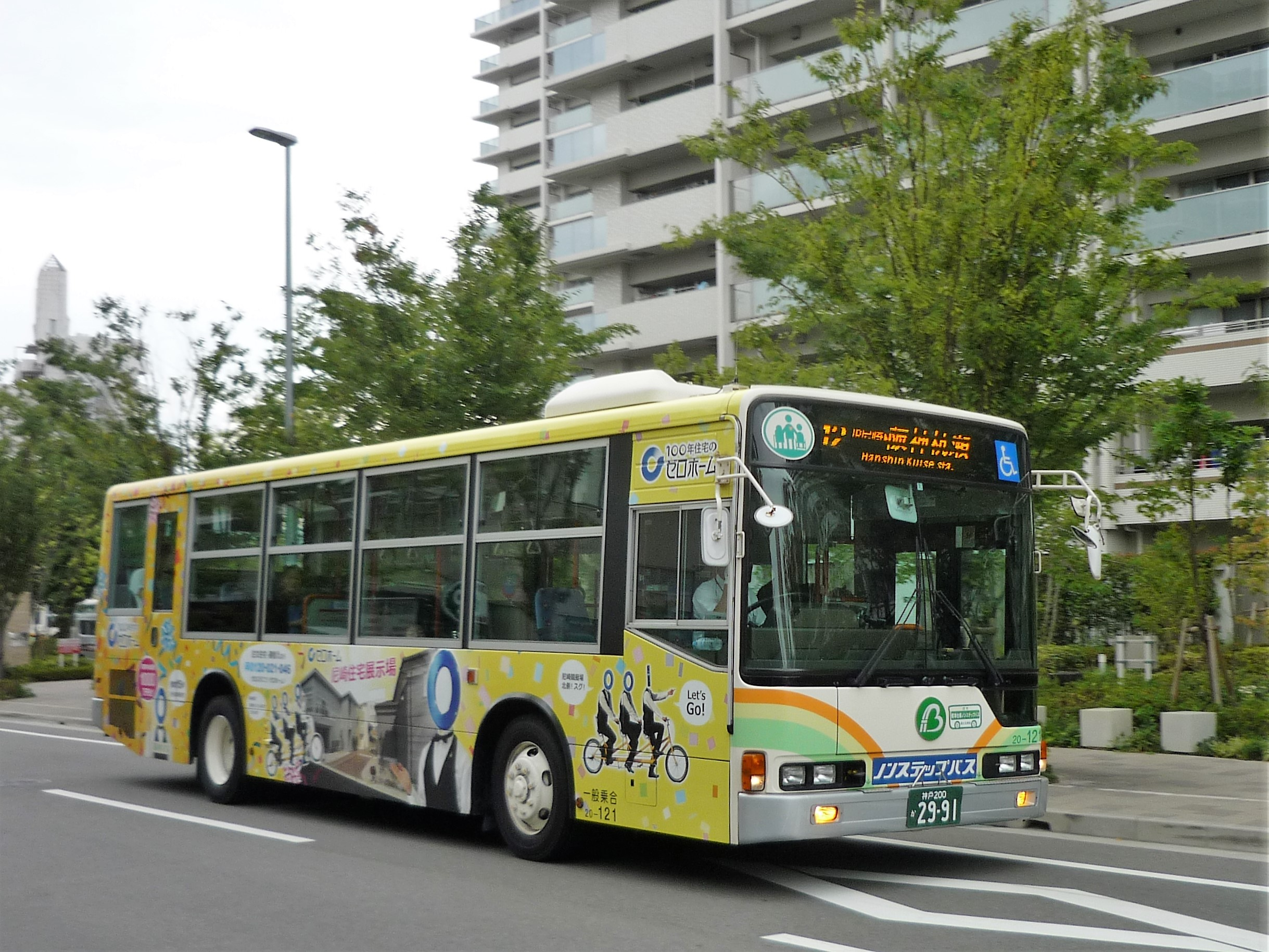
尼崎展示場のある尼崎市を走る阪神バス尼崎市内線ゼロホームフルラッピングバス

1981年に京都で創業。「不動産事業」「注文住宅事業」「建築施工事業」の3つの事業を柱に、住まいづくりのプロフェッショナル・パートナーとして、安全・安心の家づくりを手掛けている。京阪グループの不動産業の一翼を担い、環境への負荷を低減し、長く大切に済み続けられる「ゼロホームの100年住宅」を販売している。
CMや広告物では「ゼロホーム」の名称を用いている。
ゼロホームは2012年からすべての新築住宅の建築に国産材を使用している。宮崎県・同森林組合連合会・同木材協同組合連合会と「森林資源の循環利用推進に関する協定」を2020年に締結し、木を使う会社として、日本の豊かな山や森林を守り育てるため、2021年より「苗木を還そうプロジェクト」を開始した。
コンセプトに公開を掲げ、「雨漏り情報」「お客様アンケート」や「メンテナンス記録」、「建築現場」を公開している。

## 沿革
- 1981年（昭和56年）6月 - 京都住宅販売創立。
- 1982年（昭和57年）12月 - 京都住宅販売株式会社設立。
- 1996年（平成8年）6月 - 社名を株式会社ゼロ・コーポレーションに改称。
- 2006年（平成18年）7月 - 京都南インター展示場開設。
- 2009年（平成21年）3月 - 尼崎展示場を開設。
- 2016年（平成28年）7月 - 今出川展示場を開設。
- 2017年（平成29年）5月 - 京阪ホールディングスの子会社となる[3][4]。
- 2020年（令和2年）
  - 7月 - 守口展示場を開設。
  - 12月 - 宮崎県・同森林組合連合会・同木材協同組合連合会と「森林資源の循環利用推進に関する協定」を締結。
- 2022年（令和4年）
  - 1月 - 宮崎県にスギの再造林費用を寄付。「苗木を還そうプロジェクト」を開始。
  - 4月 - 阪神支店 神戸営業所を開設。
  - 9月 - 子育てサポート企業として『くるみん』認定取得、及び「健康宣言」を制定。
  - 11月 - ゼロホームの高性能住宅「BASE3（ベースリー）」始動。
- 2023年（令和5年）
  - 3月 -『健康経営優良法人』認定取得
  - 6月 - 南インター展示場新モデルハウス「BASE3マチナカ」オープン。
  - 8月 - 総合住宅展示場初出展となる伊丹展示場「BASE3 style N」をABCハウジング伊丹・昆陽の里住宅公園内にオープン。
  - 9月 - 滋賀県初出展となる草津展示場「BASE3 FAMILY」をABCハウジング草津住宅公園内にオープン。
  - 11月 - VRChatのメタバース空間にある「ワールド」として住宅業界初の試みとなる「ゼロホームVR住宅展示場」を公開。

- 2024年（令和6年）
- 10月 -  枚方展示場を開設。GX志向型住宅モデルハウス「BASE3 next」とまちもくプロジェクト第1弾の「まちもくビル」が誕生。

## 事業所
- 本社
- 西院支店
- 京都南支店
- 大阪支店
- 兵庫支店
- 京都南インター展示場
- 今出川展示場
- 尼崎展示場
- 守口展示場
- 枚方展示場
- 伊丹展示場
- 草津展示場